# Afføring
 Der er for få eller ingen kildehenvisninger i denne artikel, hvilket er et problem. Du kan hjælpe ved at angive troværdige kilder til de påstande, som fremføres i artiklen.

Afføring (lat: faeces eller fæces, også kendt som fækalier, lort (folkeligt, vulgært), bæ og puha (barnesprog) er betegnelsen dels for menneskers og dyrs udskillelse af faste affaldsstoffer og dels for disse stoffer. Når man "har afføring", udskiller man "afføring"; i sundhedsfaglig sammenhæng sondres mellem de to, da udskillelsen benævnes defækation, mens produktet er fæces. Da situationen er almenmenneskelig, men alligevel tabubelagt, har den fremkaldt en lang række finere omskrivninger, som mere eller mindre knytter sig til barnesprog. På den anden side findes der en mindst lige så lang række udtryk på slang og i vulgærsprog, som dels kan misbruges om situationen, og dels kan bruges nedsættende om helt andre ting. Således misbruges ordene ofte til at tiltegne noget en negativ betydning. 
Det er værd at bemærke, at afføring i sig selv er én af de nævnte omskrivninger. På gammelt nordisk hed processen skita (= "udskille"), et ord som (i sin nutidige form, "skide") synes på vej til at blive god tone igen. Både børn og forældre går uden om barnesproget og kalder tingen ved dens oprindelige navn.
Problemer med at udskille afføring betegnes normalt forstoppelse. Tynde afføringer kaldes normalt tynd mave; varer dette ved, med adskillige afføringer over flere dage, kaldes tilstanden diarre.